# أكسيد القصدير الثنائي
أكسيد القصدير الثنائي هو مركب كيميائي له الصيغة SnO، وهو من الأكاسيد ويتكون من القصدير والأكسجين، ويكون بحالة الأكسدة +2. ويوجد منه شكلين، النوع المستقر ذو اللون الأزرق-الأسود، والنوع شبه المستقر ذو اللون الأحمر.

## التحضير
يحضر أكسيد القصدير الثنائي الأزرق المسود من تسخين هيدرات أكسيد القصدير الثنائي (SnO.xH2O (x<1 والتي يحصل عليها عندما يتفاعل ملح من أملاح القصدير الثنائي مع هيدروكسيد قلوي مثل هيدروكسيد الصوديوم. أما أكسيد القصدير الثنائي الأحمر غير المستقر فيحصل عليه كمادة نقية في المختبر من تسخين أكسالات القصدير الثنائي بحذر تحت الفراغ.
SnC2O4 → SnO + CO2 + CO

## الخواص
- إن مركب أكسيد القصدير الثنائي عديم الانحلالية في الماء، وهو من الأكاسيد المذبذبة، فهو ينحل في الأحماض والقواعد على حد سواء، فعند انحلاله في الأحماض يعطي الأملاح الموافقة، أما في القواعد القوية فإنه يعطي أنيون القصديريت [4] −Sn(OH)3  كما أنه في المحاليل الحمضية القوية يستطيع تشكيل معقدات لها ربيطات من جزيئات الماء والهيدروكسيد مثل 2+Sn(OH2)3 و+Sn(OH)(OH2)2، أما في المحاليل الأقل حموضة فإنه يشكل المعقد [4] 2+Sn3(OH)4.  كما يمكن أن يشكل القصديريت اللامائي مثل K2Sn2O3 وK2SnO2 وهي مركبات معروفة.[5][6][7]
- يعد أكسيد القصدير الثنائي SnO من المركبات المختزلة، ويتضح ذلك في دوره بصناعة ما يسمى بزجاج النحاس الأحمر [8]
- عند احتراقه بأكسجين الهواء يعطي يتحول أكسيد القصدير الثنائي إلى أكسيد القصدير الرباعي SnO2 بتفاعل أكسدة.[4] أما تسخينه في جو خامل فيؤدي إلى حدوث تفاعل عدم تناسب فنحصل على فلز القصدير وعلى أكسيد مختلط Sn3O4، والذي بدوره يتحول إلى القصدير الفلزي وإلى أكسيد القصدير الرباعي حسب المعادلات:[4]

4SnO → Sn3O4 + Sn
Sn3O4 → 2SnO2 + Sn
- قيست قيمة فجوة الحزمة الإلكترونية في أكسيد القصدير الثنائي وكانت قيمتها تتراوح بين 2.5 إلى 3 إلكترون فولت.[9]

## البنية
يكون للشكل ألفا من أكسيد القصدير الثنائي α-SnO الأسود بنية رباعية الوجوه تشبه بنية أكسيد الرصاص الثنائي، بحيث أن ذرات القصدير تشكل أربع أهرامات تساندية رباعية القاعدة. ويوجد هذا الشكل في الطبيعة على هيئة معدن نادر الوجود يدعى Romarchite رومارشيت 
أظهرت حسابات الكثافة الإلكترونية أن وجود عدم التناظر في البنية يعود إلى  التأثير المتبادل غير الرابط لمدارات (Sn(5s و(O(2p فيما بينها.

## الاستخدامات

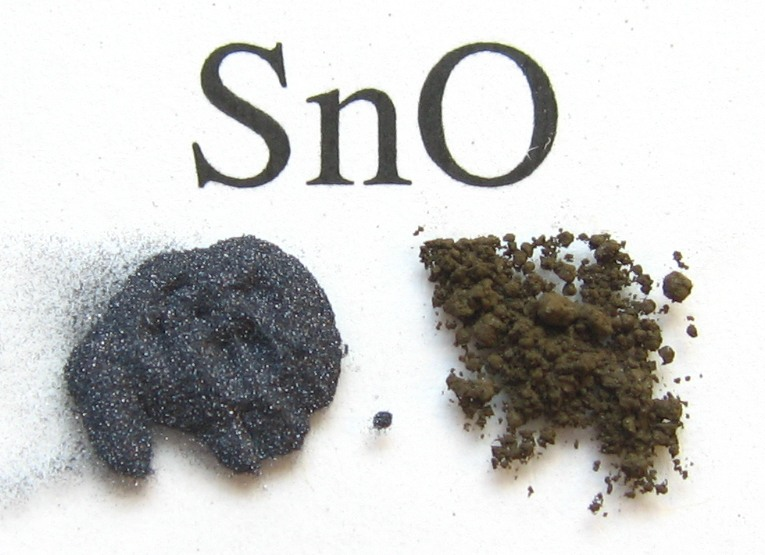
أكسيد القصدير الثنائي.

- يستخدم بشكل كبير في تحضير مركبات القصدير الثنائي الأخرى.
- له تطبيق كعامل اختزال في صناعة زجاج النحاس الأحمر copper ruby glass.